# Флаги Саратовской области
Список флагов муниципальных образований Саратовской области Российской Федерации.
На 1 января 2020 года в Саратовской области насчитывалось 350 муниципальных образований — 4 городских округа, 38 муниципальных районов, 39 городских поселений и 269 сельских поселений.

## Флаги городских округов
| Флаг | Наименование                                    | Дата утверждения | Номер в ГГР |
| ---- | ----------------------------------------------- | ---------------- | ----------- |
|      | Флаг муниципального образования «Город Саратов» | 18 ноября 1997   | 213         |
|      | Флаг ЗАТО — посёлок Михайловский                | 28 марта 2006    | 2248        |

| Флаг | Наименование                                 | Дата утверждения | Номер в ГГР |
| ---- | -------------------------------------------- | ---------------- | ----------- |
|      | Флаг муниципального образования ЗАТО Светлый | 25 марта 2005    | 1901        |
|      | Флаг ЗАТО Шиханы                             | 20 августа 2015  |             |

## Флаги муниципальных районов
| Флаг | Наименование                                   | Дата утверждения | Номер в ГГР |
| ---- | ---------------------------------------------- | ---------------- | ----------- |
|      | Флаг Аткарского муниципального района          | 22 апреля 2005   | 1902        |
|      | Флаг Балашовского муниципального района        | 26 сентября 2001 |             |
|      | Флаг Вольского муниципального района           | 1 августа 2005   | 2082        |
|      | Флаг Дергачёвского муниципального района       | 17 июня 2005     | 1925        |
|      | Флаг Духовницкого муниципального района        | 24 сентября 2009 | 1766        |
|      | Флаг Калининского муниципального района        | 31 октября 2013  | 9947        |
|      | Флаг Краснокутского муниципального района      | 26 апреля 2005   |             |
|      | Флаг Краснопартизанского муниципального района | 30 июня 2010     | 6364        |
|      | Флаг Марксовского муниципального района        | 29 октября 2019  | 12793       |
|      | Флаг Озинского муниципального района           | 16 апреля 2005   | 1898        |

| Флаг | Наименование                            | Дата утверждения              | Номер в ГГР |
| ---- | --------------------------------------- | ----------------------------- | ----------- |
|      | Флаг Петровского муниципального района  | 16 сентября 2014              | 9948        |
|      | Флаг Питерского муниципального района   | 25 апреля 2005                | 1900        |
|      | Флаг Ровенского муниципального района   | 29 марта 2005 7 апреля 2006   | 1899        |
|      | Флаг Романовского муниципального района | 23 мая 2005                   | 8496        |
|      | Флаг Ртищевского муниципального района  | 31 мая 2004 9 июня 2006       |             |
|      | Флаг Саратовского муниципального района | 10 июня 2009                  | 5012        |
|      | Флаг Татищевского муниципального района | 17 марта 2005 6 сентября 2006 | 2826        |
|      | Флаг Турковского муниципального района  | 18 октября 2013               | 8936        |
|      | Флаг Энгельсского муниципального района | 8 августа 2002 2 марта 2006   |             |

## Флаги городских поселений
| Флаг | Наименование                                                                          | Дата утверждения | Номер в ГГР |
| ---- | ------------------------------------------------------------------------------------- | ---------------- | ----------- |
|      | Флаг муниципального образования город Балашов Балашовского муниципального района      | 6 июля 2011      | 7255        |
|      | Флаг Горновского муниципального образования Краснопартизанского муниципального района | 7 декабря 2010   | 6541        |

| Флаг | Наименование                                                                     | Дата утверждения | Номер в ГГР |
| ---- | -------------------------------------------------------------------------------- | ---------------- | ----------- |
|      | Флаг муниципального образования города Ртищево Ртищевского муниципального района | 27 апреля 2006   |             |

## Упразднённые флаги
| Флаг | Наименование                                                      | Дата утверждения | Дата отмены      |
| ---- | ----------------------------------------------------------------- | ---------------- | ---------------- |
|      | Флаг муниципального образования «Город Саратов»                   | 5 февраля 1997   | 28 мая 1997      |
|      | Флаг муниципального образования «Город Саратов»                   | 28 мая 1997      | 18 ноября 1997   |
|      | Флаг объединённого муниципального образования Духовницкого района | 25 сентября 2003 | 24 сентября 2009 |
|      | Флаг Калининского муниципального района                           | 14 июня 2013     | 31 октября 2013  |

| Флаг | Наименование                                 | Дата утверждения | Дата отмены      |
| ---- | -------------------------------------------- | ---------------- | ---------------- |
|      | Флаг Марксовского муниципального образования | 2 октября 2003   | 29 октября 2019  |
|      | Флаг Петровского муниципального района       | 30 августа 2012  | 16 сентября 2014 |
|      | Флаг Саратовского муниципального района      | 16 апреля 2009   | 10 июня 2009     |